# Едуард Вагнер
Едуард Вагнер (на немски: Eduard Wagner) е германски генерал от артилерията на Вермахта.

## Кариера
Той има цялостната отговорност за сигурността в армейската група на задните зони и по този начин носи отговорност за военните престъпления, извършени в окупираните райони под юрисдикцията на армията.
След службата си през Първата световна война, Вагнер е част от Райхсвера. През Втората световна война той служи като главнокомандващ от 1941 до 1944 г. и е повишен в генерал от артилерията на 1 август 1943 г.
На 24 юли 1939 г. той изготвя регламенти, които позволяват на германските войници да вземат заложници от цивилното население и да ги екзекутират като отговор на съпротивата. Той лично приветства идеята за бъдещо нахлуване в Полша, пишейки, че ще го гледа „с удоволствие“. Той играе централна роля в смъртните присъди за 10 полски затворници в Данциг. През май 1941 г. изготвя правилника с Райнхард Хайдрих, който гарантира, че армията и Einsatzgruppen ще сътрудничат в убийството на съветските евреи. На източния фронт има роля в осигуряването на подходящо зимно облекло за германските сили и на 27 ноември 1941 г. Вагнер съобщава, че „Ние сме в края на нашите ресурси както в персонала, така и в материалите. Опасностите идват от дълбоката зима“.
През лятото на 1942 г., преди посещението му да инспектира 6-а армия по време на битката при Сталинград, той информира Адолф Хитлер за „липсата на източници на гориво“. По това време „всички генерали избягват да противоречат на Хитлер“, тъй като „всички се страхуват от истеричните изблици на този възвишен диктатор“.
Вагнер дори е добре информиран за планираните военни престъпления за в бъдеще. В края на февруари 1943 г. Ото Браутигам от Министерството на Райха за окупираните източни територии има възможност да прочете личен доклад на Вагнер за дискусия с Хайнрих Химлер, в която Химлер изразява намерението си да убие около 80% от населението на Франция и Англия от специални сили на СС след немската победа. Преди Хитлер нарича английските долни класове „расово низши“.
Той става конспиратор срещу Адолф Хитлер. Когато Клаус фон Щауфенберг иска одобрение за опит за убийство на 15 юли 1944 г., Вагнер е цитиран като категоричен, че убийството на Хитлер трябва да се направи само ако присъства и Хайнрих Химлер. На 20 юли 1944 г. той подготвя самолета, който да лети с Щауфенберг от Растенбург обратно в Берлин, след като бомбата, за която се смята, че е убила Хитлер, е избухнала.
След неуспеха на опита за преврат, той се страхува, че арестът му от Гестапо е неизбежен. Вагнер се самоубива, като се застрелва в главата по обяд на 23 юли 1944 г.